# Transbrasil-Flug 801
Auf dem Transbrasil-Flug 801 (Flugnummer IATA: TR801, ICAO: TBA801, Funkrufzeichen: TRANSBRASIL 801) ereignete sich am 21. März 1989 ein schwerer Flugunfall. An diesem Tag verloren die Piloten einer Boeing 707-349C der Transbrasil, mit der ein Frachtflug vom Flughafen Manaus zum Flughafen São Paulo-Guarulhos durchgeführt wurde, im Endanflug die Kontrolle, woraufhin es zum Strömungsabriss kam und die Boeing mit Gebäuden und Objekten kollidierte. Bei dem Unfall kamen alle drei Insassen der Maschine ums Leben, am Boden gab es 22 Todesopfer und etwa 200 Verletzte.

## Flugzeug
Das auf dem Flug eingesetzte Flugzeug war eine Boeing 707-349C, deren Roll-Out im Werk von Boeing auf dem Boeing Field im US-Bundesstaat Washington erfolgt war. Die Maschine wurde als 503. Boeing 707 aus laufender Produktion mit der Werknummer 19354 endmontiert und war zum Zeitpunkt des Unfalls 22 Jahre und 10 Monate alt. Der Erstflug wurde am 9. Juni 1966 absolviert, ehe die Maschine am 21. Juni 1966 an die Flying Tiger Line ausgeliefert wurde, bei der sie mit dem Luftfahrzeugkennzeichen N324F in Betrieb genommen wurde. Am 28. Januar 1969 mieteten die Universal Studios die Maschine für Dreharbeiten zu dem Film Airport, wobei die Maschine in diesem Zuge mit einer Bemalung der fiktiven Fluggesellschaft Trans Global Airlines versehen wurde. Zum 1. April 1969 kam die Maschine zu Aer Lingus, die sie mit dem irischen Luftfahrzeugkennzeichen EI-ASO zuließ und wechselweise selbst unter Verwendung des Taufnamens St. Canice betrieb oder verleaste. Ab dem 15. September 1970 war die Maschine an die Qantas verleast, bei der sie das Kennzeichen VH-EBZ und den Taufnamen City of Swan Hill erhielt, ehe sie zum 30. September 1971 an die Leasinggeberin zurückging und bei dieser ihr irisches Kennzeichen zurückerhielt. Ab dem 25. April 1973 war die Maschine an die British Caledonian Airways verleast, bei der sie mit dem Kennzeichen G-BAWP sowie unter Verwendung des Taufnamens County of Inverness betrieben wurde, ehe sie zum 15. Mai 1975 mit ihrem irischen Kennzeichen an die Leasinggeberin zurückkehrte. Ab dem 15. Juli 1975 war die Maschine an die Zambia Airways verleast und dort mit dem Luftfahrzeugkennzeichen 9J-AEC in Betrieb, ehe sie zum 23. Januar 1977 erneut mit ihrem irischen Kennzeichen zur Aer Lingus zurückkehrte. Mit diesem wurde sie ab dem 3. April 1980 erneut an die Zambia Airways verleast, ehe sie ab dem 22. Mai 1980 mit dem Kennzeichen S2-ACG bei der Biman Bangladesh Airlines in Betrieb war. Zum 22. November 1980 kehrte die Maschine abermals mit ihrem irischen Luftfahrzeugkennzeichen zur Flotte der Aer Lingus zurück und wurde unter dessen Beibehaltung ab dem 27. Februar 1981 an die Libyan Arab Airlines verleast, ehe sie ab dem 14. Dezember 1984 an die Arkia Israeli Airlines weiterverleast wurde. Als Leasingrückläufer kehrte sie zum 24. Februar 1985 in die Flotte der Aer Lingus zurück. Am 27. Oktober 1986 führte diese mit der Maschine ihren letzten Flug mit einer Maschine des Typs Boeing 707 durch, die Maschine flog dabei vom Dublin International Airport zum Flughafen London-Heathrow und wieder zurück. Im gleichen Jahr kaufte die Omega Air Inc. die Maschine – ein Unternehmen, welches durch die Brüder Ulick und Desmond McEvaddy im Jahr 1980 gegründet worden war und auf den Handel mit Flugzeugrümpfen und Ersatzteilen für die Boeing 707 sowie Flugzeugleasing spezialisiert war, ehe es 2001 schließlich in der Omega Aerial Refueling Services aufging. Die Boeing erhielt in diesem Zuge ihr ursprüngliches Kennzeichen N324F zurück. Ab dem 29. Januar 1987 war die Maschine schließlich an die Transbrasil verleast. Das vierstrahlige Langstrecken-Schmalrumpfflugzeug war mit vier Mantelstromtriebwerken des Typs Pratt & Whitney JT3D-3B ausgestattet. Bis zum Zeitpunkt des Unfalls hatte die Maschine 61.053 Betriebsstunden absolviert.

## Insassen und Fracht
Den Frachtflug trat eine dreiköpfige Besatzung an, bestehend aus einem Flugkapitän, einem Prüfkapitän und einem Flugingenieur. Der Flugkapitän verfügte über 2.265 Stunden Flugerfahrung, wovon er jedoch nur 21 Stunden im Cockpit der Boeing 707 absolviert hatte. Der Prüfkapitän hatte 10.731 Stunden Flugerfahrung, davon 1.458 Stunden im Cockpit der Boeing 707. 
Die Maschine war mit Elektronikartikeln mit einem Gesamtgewicht von 26 Tonnen beladen.

## Unfallhergang
Die Maschine befand sich im Instrumentenanflug auf die Landebahn 09L des Flughafens São Paulo-Guarulhos, als die vorgesehene Landebahn durch ein darauf stehendes Flugzeug blockiert wurde. Es wurde daher die Freigabe zur Landung auf Landebahn 09R erteilt. Die Maschine befand sich kurz vor 12 Uhr Ortszeit im Anflug auf diese Landebahn und die Piloten beeilten sich, die Landebahn zu erreichen, da diese ab 12 Uhr für Wartungsarbeiten gesperrt werden sollte. Um 11:54 Uhr ließ der Prüfkapitän die Landeklappen voll ausfahren und aktivierte die Luftbremsen, was zu einem Strömungsabriss führte. Die linke Tragfläche der Maschine streifte ein Gebäude, dann stürzte das Flugzeug in eine Favela im Bereich der Kreuzung der Rua Regente Feijó und der Rua Sandovalina im Jardim Ipanema ab und die 15.000 Liter Kerosin, die sich zum Unfallzeitpunkt in den Tanks befanden, gerieten in Brand. Die Unfallstelle befand sich zwei Kilometer von der Landebahnschwelle entfernt. Alle drei Besatzungsmitglieder sowie 22 Personen am Boden kamen ums Leben. Es handelte sich um den ersten schweren Flugunfall im Umfeld des Flughafens Guarulhos seit dessen Eröffnung im Jahr 1985.

## Unfalluntersuchung
Im April 1991 veröffentlichte die brasilianische Luftfahrtbehörde den Abschlussbericht zu dem Unfall. Die Ermittler gaben darin die folgenden Faktoren als unfallursächlich an:
- Die Flugbesatzung hatte sich in einem Zustand der Angst befunden, da sie auf Grund der bevorstehenden Sperrung der Landebahn einen Hochgeschwindigkeitsanflug unter Zeitdruck durchführen musste. Durch diesen Zustand waren die Piloten stärker gefährdet, fehlerhafte Entscheidungen zu treffen. Das Anflugverfahren war laut Bericht in keinen offiziellen Dokumenten der Luftfahrtbehörde geregelt und nur in den Schulungshandbüchern des Flugzeugherstellers beschrieben. Das Verfahren sah einen schnelleren und gestaffelten Anflug vor. Beim Sinkflug von 8.800 Metern auf 3.000 Meter Höhe sollte die Fluggeschwindigkeit 320 Knoten (590 Kilometer pro Stunde) anstelle von 270 Knoten (500 Kilometer pro Stunde) bei einem in diesem Höhenbereich normalen Anflug betragen. Als der Fluglotse verlangte, dass der Anflug mit hoher Geschwindigkeit erfolgen sollte, verwendete er nicht standardmäßige Ausdrücke, was dazu beitrug, die Angst der Piloten zu erhöhen. Darüber hinaus habe es Hinweise auf Ermüdung der Besatzung gegeben.
- Der Flugingenieur habe bei der Landungsvorbereitung nicht die Standardverfahren der Checkliste befolgt.
- Der Prüfkapitän habe die Landeklappen und Bremsklappen aktiviert, ohne den Flugkapitän darüber zu informieren, wodurch es zum Strömungsabriss und Kontrollverlust kam.